# 7488 Робертпауль
7488 Робертпауль (7488 Robertpaul) — астероїд головного поясу, відкритий 27 травня 1995 року.
Тіссеранів параметр щодо Юпітера — 3,775.